# 2004 في الأرجنتين
فيما يلي قوائم الأحداث التي وقعت خلال عام 2004 في الأرجنتين.

## أفلام
من الأفلام التي صدرت هذه السنة في الأرجنتين:
- 1 يناير – قمر أفيلانيدا من إخراج خوان خوسيه كامبانيلا.
- 19 مايو – يوميات دراجة النارية من إخراج والتر سالس.

## برامج ومسلسلات وأنمي
- لوس سيمولادوريس

## وفيات

### أبريل
- 15 أبريل – ماريا دينيس (مواليد 1916) ممثلة إيطالية.

### يونيو
- 10 يونيو – خوسيه فارياس (مواليد 1937) مدرب، ولاعب كرة قدم أرجنتيني.
- 24 يونيو – كارلوس لاكوست (مواليد 1929) رئيس سابق للأرجنتين.

### يوليو
- 23 يوليو – روجيليو دومينغويز (مواليد 1931) لاعب كرة قدم أرجنتيني.

### أكتوبر
- 16 أكتوبر – سوازنا كامبوس (مواليد 1934) ممثلة أرجنتينية.

### نوفمبر
- 28 نوفمبر – لوكاس مولينا (مواليد 1984) لاعب كرة قدم أرجنتيني.

### ديسمبر
- 7 ديسمبر – ماريا روزا غالو (مواليد 1923) ممثلة أرجنتينية.
- 11 ديسمبر – خوسيه لويس كوجوفو (مواليد 1961) لاعب كرة قدم أرجنتيني.